# Condado de Ray
El condado de Ray (en inglés: Ray County), fundado en 1845, es uno de 114 condados del estado estadounidense de Misuri. En el año 2000, el condado tenía una población de 23,354 habitantes y una densidad poblacional de 16 personas por km². La sede del condado es Richmond. El condado recibe su nombre en honor al legislador estatal John Ray.

## Geografía
Según la Oficina del Censo, el condado tiene un área total de 1487 km² (574,1 mi²), de la cual 1474 km² (569,1 mi²) es tierra y 28 km² (10,8 mi²) (0.72%) es agua.

### Condados adyacentes
- Condado de Caldwell (norte)
- Condado de Carroll (este)
- Condado de Lafayette (sur)
- Condado de Jackson (suroeste)
- Condado de Clay (oeste)
- Condado de Clinton (noroeste)

## Demografía
Según la Oficina del Censo en 2000, los ingresos medios por hogar en el condado eran de $41,886, y los ingresos medios por familia eran $49,192. Los hombres tenían unos ingresos medios de $36,815 frente a los $21,684 para las mujeres. La renta per cápita para el condado era de $18,685. Alrededor del 6.80% de la población estaban por debajo del umbral de pobreza.

## Transporte

### Carreteras principales
- Ruta 10
- Ruta 13
- Ruta 210

## Localidades
| - Camden - Crystal Lakes - Elmira - Excelsior Springs | - Fleming - Hardin - Henrietta - Homestead | - Lawson - Orrick - Rayville - Richmond | - Stet - Woods Heights |